# Vincent Gielen
Vincent Johan Gielen (16 de agosto de 2000) es un baloncestista belga que pertenece a la plantilla del Juaristi ISB de la Liga LEB Oro. Con 2,09 metros de estatura, juega en la posición de pívot.

## Trayectoria deportiva
Es un pívot belga formado en el Antwerp Giants y en la temporada 2018-19, debutaría con el primer equipo disputando un encuentro de la Pro Basketball League y otro de Basketball Champions League.
En la temporada 2019-20, firma por el Zentro Basket Madrid de Liga EBA, con el que lograría el ascenso a Liga LEB Plata.
El 10 de agosto de 2020, renueva su contrato por el Zentro Basket Madrid para disputar la Liga LEB Plata, tras ascender de categoría.
El 18 de agosto de 2022, firma por el Juaristi ISB de la Liga LEB Oro.

### Internacional
Jugaría encuentros con la Selección de baloncesto de Bélgica sub-16 y sub-18.